# Timia nasuta
Timia nasuta är en tvåvingeart som först beskrevs av Josef Mik 1889.  Timia nasuta ingår i släktet Timia och familjen fläckflugor. Inga underarter finns listade i Catalogue of Life.